# Shimizu Ryūzō
Shimizu Ryūzō (jap. 清水 隆三; * 30. September 1902) war ein japanischer Fußballspieler.

## Nationalmannschaft
1923 debütierte Shimizu für die japanische Fußballnationalmannschaft. Shimizu bestritt zwei Länderspiele und erzielte dabei ein Tor. Mit der japanischen Nationalmannschaft qualifizierte er sich für die Far Eastern Championship Games 1923.